# Bètacaroteen
Bètacaroteen is een precursor voor vitamine A (retinol) en wordt daarom ook wel provitamine A genoemd. Het komt onder andere voor in groenten en gele of oranje vruchten, waar het (deels) voor de kleur verantwoordelijk is. De bètacaroteenmolecule bestaat ruwweg uit twee retinolmoleculen die aan elkaar gekoppeld zijn.
Het kan in de lever opgeslagen worden vanwaaruit het als het nodig is beschikbaar komt voor de aanmaak van vitamine A. Te veel vitamine A is schadelijk, dit in tegenstelling tot een overmaat aan caroteen. Wel zijn er bedenkingen bij consumptie door rokers. Een Fins en een Amerikaans onderzoek leggen bij hoge doses een relatie met (acceleratie van) longkanker.
Tot voor kort werd ervan uitgegaan dat ongeveer een zesde deel van het in de voeding aanwezige bètacaroteen wordt omgezet in vitamine A. Onderzoek van de onderzoeksgroep van Clive West aan de Universiteit Wageningen heeft aangetoond dat carotenen uit de voeding veel minder goed worden opgenomen dan men aanvankelijk dacht, waardoor maar een klein deel van de in de voeding aanwezige caroteen uiteindelijk voor het lichaam bruikbare vitamine A levert. Op basis van dit onderzoek heeft het Institute of Medicine de conversiefactor voor bètacaroteen naar vitamine A gehalveerd van 6:1 naar 12:1, een getal dat Clive West nog niet ver genoeg vond gaan.
Ongeveer 15 tot 30% van natuurlijk bètacaroteen bestaat uit cis-isomeren terwijl synthetisch bètacaroteen vrijwel geheel uit all-trans-isomeren bestaat. 9-cis-bètacaroteen en all-trans-bètacaroteen hebben een andere ruimtelijke configuratie en daarom ook andere biochemische eigenschappen. Vers fruit en groenten bevatten circa 13-29% cis-isomeren (met name 9-, 13- en 15-cis-isomeren) en juist deze isomeren hebben de interesse van onderzoekers en functioneren in het lichaam anders dan de trans-isomeren. Ze staan momenteel in de wetenschappelijke belangstelling vanwege onder meer de effecten op de intercellulaire communicatie en wellicht daarmee ook op de carcinogenese.
Bètacaroteen wordt gebruikt als kleurstof in levensmiddelen en in voedingssupplementen en heeft het nummer E 160.
Bètacaroteen wordt soms toegevoegd aan kippenvoer om de eierdooier een donkere kleur te geven. Daarnaast zit bètacaroteen in sommige bruiningsmiddelen.